# 咯利普兰
咯利普兰是一种选择性的磷酸二酯酶-4的抑制剂，1990 年代初由先灵股份公司发开发为一种潜在的抗抑郁药，是一些公司开发药物的原型分子。  临床试验表明其治疗指数太窄，不引起显着胃肠道副作用的前提下，它无法给药足够高的剂量，因而咯利普兰被停用。 
咯利普兰的多个特点使其成为研究的持续重点。许多神经退化障碍涉及大脑中积累的错误折叠和聚集的蛋白质，正常细胞内有一种称为蛋白酶体可以处理这些蛋白质。然而，在阿尔茨海默病和其他一些疾病中，这些蛋白酶体活性受损，导致有毒聚集体的积累。小鼠的研究表明，咯利普兰能够提高蛋白酶体的活性并减少聚集体。初步证据表明，咯利普兰可以改善蛋白质积聚小鼠的空间记忆。 咯利普兰也同时作为一种充分表征的 PDE4 抑制剂继续得到研究。 它用于研究 PDE4抑制是否可用于自身免疫性疾病、 阿尔茨海默病、 认知增强、脊髓损伤、哮喘和慢性阻塞性肺病等呼吸系统疾病。 

## 相关
- 罗氟司特